# (4423) Golden
(4423) Golden est un astéroïde de la ceinture principale.

## Description
(4423) Golden est un astéroïde de la ceinture principale. Il fut découvert le 4 avril 1949 à Brooklyn par Indiana University. Il présente une orbite caractérisée par un demi-grand axe de 3,39 UA, une excentricité de 0,09 et une inclinaison de 19,3° par rapport à l'écliptique.

## Compléments